# Robert Doornbos
Robert Michael Doornbos (Róterdam, Países Bajos; 23 de septiembre de 1981) es un piloto de automovilismo neerlandés que corrió en 2005 con licencia monegasca. Corrió en Fórmula 1 con las escuderías Minardi y Red Bull. Antes de ello fue piloto de pruebas de Jordan Grand Prix.
Al finalizar la temporada, el equipo Minardi fue comprado por Red Bull, Doornbos quedó fuera del equipo y firmó un contrato como tercer piloto para el equipo Red Bull Racing, el equipo principal de la compañía. Pudo participar en las tres últimas carreras, pero no logró pasar del 12.º lugar y abandonó la escudería. 
En el 2007 corrió en la Championship Auto Racing Teams para Minardi Team USA, siendo líder de dicho certamen por delante de Sébastien Bourdais y el mejor rookie. Ganó dos carreras y terminó como tercer clasificado.
En 2008 corrió para el equipo del AC Milan en la Superleague Formula. En 2009 compitió en la IndyCar Series, de nuevo con el ahora renombrado equipo HVM Racing (anteriormente denominado Minardi Team USA) con 4 novenas posiciones como mejor resultado y un 16.º puesto en la clasificación final. En 2010 vuelve a la Superleague Formula, esta vez con el equipo del SC Corinthians. Donde termina 12.º con 2 podios como resultados destacados. En 2011 termina 16.º en la Superleague Fórmula, corriendo solamente la primera ronda.

## Resultados

### Fórmula 1
(Clave) (negrita indica pole position) (cursiva indica vuelta rápida)

| Año     | Escudería         | 1      | 2      | 3      | 4      | 5      | 6      | 7      | 8      | 9      | 10     | 11     | 12     | 13      | 14     | 15     | 16     | 17      | 18     | 19      | Pos. | Puntos |
| ------- | ----------------- | ------ | ------ | ------ | ------ | ------ | ------ | ------ | ------ | ------ | ------ | ------ | ------ | ------- | ------ | ------ | ------ | ------- | ------ | ------- | ---- | ------ |
| 2004    | Jordan Ford       | AUS    | MYS    | BHR    | SMR    | ESP    | MON    | EUR    | CAN    | USA    | FRA    | GBR    | GER    | HUN     | BEL    | ITA    | CHN TD | JPN TD  | BRA TD |         |      |        |
| 2005    | Jordan Grand Prix | AUS TD | MYS TD | BHR TD | SMR TD | ESP TD | MON TD | EUR    | CAN    | USA TD | FRA TD | GBR TD |        |         |        |        |        |         |        |         | 25.º | 0      |
| 2005    | Minardi F1 Team   |        |        |        |        |        |        |        |        |        |        |        | GER 18 | HUN Ret | TUR 13 | ITA 18 | BEL 13 | BRA Ret | JPN 14 | CHN 14† | 25.º | 0      |
| 2006    | Red Bull Racing   | BHR TD | MYS TD | AUS TD | SMR TD | EUR TD | ESP TD | MON TD | GBR TD | CAN TD | USA TD | FRA TD | GER TD | HUN TD  | TUR TD | ITA TD | CHN 12 | JPN 13  | BRA 12 |         | 24.º | 0      |
| Fuente: |                   |        |        |        |        |        |        |        |        |        |        |        |        |         |        |        |        |         |        |         |      |        |